# Paramètre gravitationnel standard
Ne pas confondre avec la masse réduite, également notée μ (mu).
Le paramètre gravitationnel standard d'un corps, noté μ (mu), est le produit de la  constante gravitationnelle G par la masse M de ce corps :
{\displaystyle \mu =GM}.
Quand M désigne la masse de la Terre ou du Soleil, μ s'appelle la constante gravitationnelle géocentrique ou la constante gravitationnelle héliocentrique. 
Le paramètre gravitationnel standard s'exprime en kilomètres cubes par seconde carrée (km3/s2 ou km3 s−2). Pour la Terre, {\displaystyle \mu =GM=} 398 600,441 8 ± 0,000 8 km3/s2.
En astrophysique, le paramètre μ fournit une simplification pratique des différentes formules liées à la gravitation. En fait, pour le Soleil, la Terre et les autres planètes disposant de satellites, ce produit GM est connu avec une meilleure précision que celle associée à chacun des deux facteurs G et M. On utilise donc la valeur du produit GM connue directement plutôt que de multiplier les valeurs des deux paramètres G et M.

## Petit objet en orbite stable
Si {\displaystyle m\ll M\ } , c'est-à-dire si la masse {\displaystyle m\ }  de l'objet en orbite est très inférieure  à la masse {\displaystyle M\ } du corps central :
Le paramètre gravitationnel standard pertinent est relatif à la plus grosse masse {\displaystyle M\ } et non à l'ensemble des deux.
La troisième loi de Kepler permet de calculer le paramètre gravitationnel standard, pour toutes les orbites circulaires naturelles stables autour d'un même corps central de masse {\displaystyle M\ }. 

### Orbites circulaires
Pour toutes les orbites circulaires autour d'un corps central :
{\displaystyle \mu =GM=rv^{2}=r^{3}\omega ^{2}=4\pi ^{2}r^{3}/T^{2}\ }
avec :
- {\displaystyle r\ } est le rayon orbital,
- {\displaystyle v\ } est la vitesse orbitale,
- {\displaystyle \omega \ } est la vitesse angulaire,
- {\displaystyle T\ } est la période orbitale.

### Orbites elliptiques
La dernière égalité ci-avant relative aux orbites circulaires se généralise facilement aux orbites elliptiques : 
{\displaystyle \mu =4\pi ^{2}a^{3}/T^{2}\ }
où :
- {\displaystyle a\ } est le demi-grand axe.
- {\displaystyle T\ } est la période orbitale.

### Trajectoires paraboliques
Pour toutes  les trajectoires paraboliques, {\displaystyle rv^{2}\ } est constant et égal à {\displaystyle 2\mu \ }.
Pour les orbites elliptiques et paraboliques, {\displaystyle \mu \ } vaut deux fois le demi grand axe multiplié par l'énergie orbitale spécifique.

## Valeurs numériques
Valeurs de {\displaystyle \mu =GM\,} pour différents corps du Système solaire :
| Corps central | μ (km3/s2)      | μ (km3/s2) | μ (km3/s2) |
| ------------- | --------------- | ---------- | ---------- |
| Soleil        | 132 712 440 018 |            |            |
| Mercure       | 22 032          |            |            |
| Vénus         | 324 859         |            |            |
| Terre         | 398 600         | ,4418      | ±0,0008    |
| Lune          | 4902            | ,7779      |            |
| Mars          | 42 828          |            |            |
| Cérès         | 63              | ,1         | ±0,3,      |
| Jupiter       | 126 686 534     |            |            |
| Saturne       | 37 931 187      |            |            |
| Uranus        | 5 793 939       |            | ± 13       |
| Neptune       | 6 836 529       |            |            |
| Pluton        | 871             |            | ±5         |
| Éris          | 1 108           |            | ±13        |